# Rejon zmijiwski
Rejon zmijiwski – jednostka administracyjna wchodząca w skład obwodu charkowskiego Ukrainy.
Utworzony w 1922, ma powierzchnię 1365 km² i liczy 78 tysięcy mieszkańców. Siedzibą władz rejonowych jest Zmijiw.
Na terenie rejonu znajduje się 1 miejska rada, 2 osiedlowe rady i 13 silskich rad, liczących w sumie 52 wsie i 22 osady.